# Tong Siv Eng
Tong Siv Eng, född 1919, död 2001, var en kambodjansk politiker. Hon var Kambodjas första kvinnliga parlamentsledamot och minister. 
Hon var dotter till en lärare, Tong Keam, som gav henne stöd att studera vidare. Eftersom Kambodja saknade utbildningsmöjligheter för personer av hennes kön utöver grundskoleutbildning, fick hon ett stipendium att studera på en flickskola i Saigon. 
Vid sin återkomst till Kambodja var hon en tid privatlärare för kungabarnen. Hon gifte sig 1939 med en hovfunktionär, Pung Peng Cheng, och blev personligen bekant med kungafamiljen. 
År 1958 infördes kvinnlig rösträtt i Kambodja och samma år blev hon den första och enda kvinna som valdes in i Kambodjas parlament. Hon tjänstgjorde också som statssekreterare 1958-59, socialminister 1959-61 och hälsominister 1963-68. Hon och hennes make beskrivs som två av Sihanouks närmaste rådgivare. Kvinnor var legalt underordnade män i Kambodjas civillag, och endast tre andra kvinnor hade politiska ämbeten vid samma tid: Tip Man (1962), utbildningsministern Diep Dinar (1966) och undersekreteraren Nou Neou (1966). Under 1960-talet var hon också chefredaktör för Samlanh Neary ("Kvinnans Röst").  
Hon spelade en viktig roll i fredsförhandlingarna under 1980-talet och arrangerade de första mötena mellan Sihanouk och Hun Sen 1987-88.